# Anciennes baronnies du Dauphiné

## Origine
Les quatre baronnies du Dauphiné sont les plus anciennes de cette province. Elles ont joué un rôle des plus importants dans la construction de ce qu'est devenu le Dauphiné. Alliées parfois avec les Dauphins, parfois avec les évêques de Vienne, parfois avec les comtes de Savoie elles ont pris part à la politique régionale et ont certainement laissé leurs empreintes dans ce qu'est devenu le Dauphiné, avant et après qu'il ne soit rattaché à la France en 1349.
Ces baronnies étaient celles de :
- Clermont en Viennois, aux Clermont[1]
- Sassenage[2]
- Maubec (en alternance avec celle de Bressieux)[3]
- Montmaur[2]

Étaient considérés comme barons les seigneurs possédant au moins une ville close de remparts, ayant fondé une abbaye ou un prieuré et exerçant haute et moyenne justice. De fait ces quatre baronnies, pour tenir le rang de première baronnie devaient, depuis leurs origines, remplir ces conditions. Ces barons de l'époque traitaient d'égal à égal avec les comtes et ducs.
- La baronnie de Clermont est attachée à la Maison de Clermont, attestée depuis 1094.
- La baronnie de Sassenage, seconde maison de Sassenage, est attachée aux seigneurs de Bérenger de Morges (Beranger du Gua), ce qui donne la Maison Béranger-Sassenage.
- La baronnie de Bressieux est attestée depuis au moins le X°. Elle passa aux Clermont en 1402 puis aux Grolée après 1412. En 1642 cette baronnie (devenue marquisale en 1612) entre dans la famille de La Baume, comte de Suze. Cette dernière la vendit aux Valbelle (famille de Provence) en 1720. En 1780 elle est de nouveau vendue par Marguerite-Delphine de Valbelle à Joseph Bérard de Goutefrey. Il la conservera jusqu'en 1789[5].
- La baronnie de Montmaur appartenait aux seigneurs de Montauban, qui portaient la charge héréditaire de Grand-Veneur du Dauphin[6]. Elle passa ensuite aux Artaud par le mariage, vers 1300, de Mabille de Montauban, sœur et héritière de son frère Raoul dernier de sa lignée, avec Guillaume d'Artaud[7]. Elle revient ensuite aux Flotte[8] lors du mariage (vers 1550) d'Antoinette Artaud de Montauban avec Jean de Flotte. Leur descendant, Guillaume de Flotte la vendit en 1660 à Uranie de Calignon, femme d'Hector d'Agoult. Par héritage elle passa aux Montpezat[9].
- La baronnie de Maubec appartenait aux seigneurs du même nom puis aux Bocsozel, dont le premier membre est Humbert qui vivait en 1093[10]. Les Bocsozel, seigneur de Maubec ont pris les noms et armes de la famille de Maubec en 1230 lors du mariage d'Aymon de Bocsozel et de Béatrix de Maubec[11]. Elle est ensuite passée aux d'Ornano vers 1632, puis aux Lorraine-Harcourt (Guise-Elbeuf-Harcourt ; cf. l'article Aubenas) et enfin aux La Valette.

L'alternance entre le baron de Bressieux et celui de Maubec n'a jamais été réglée. Ils devaient siéger successivement, mais chacun mettait en avant ses droits pour être celui qui aurait le droit de prendre place lors des assemblées. La question avait été posée à plusieurs reprises, en 1510, 1520, 1591, mais aucune solution ne fut trouvée.

## Indépendances
Ces baronnies, avant d'être des "baronnies d'état", étaient indépendantes des puissants seigneurs (Dauphin, Savoie, évêché de Grenoble, de Vienne) qui les entouraient. Mais sans doute pour des raisons politiques, stratégiques ou de survie elles ont toutes fini par prêter hommages à ces seigneurs.
- Les Clermont sont indépendants jusqu'en 1203 et prêtent hommage à l'église de Vienne.
- Les Sassenage jusqu'en 1247 et prêtent hommage à l'évêque de Vienne, Jean de Bernin.
- Les Bressieux le sont jusqu'en 1317 et prêtent hommage au comte de Savoie, Amédée V de Savoie[13].
- Les Bocsozel ont prêté hommage au Dauphin, Humbert Ier de Viennois en 1290[14].
- La baronnie de Montmaur semble indépendante jusqu'en 1269, date à laquelle les Montauban prêtent hommage au Dauphin[6].

Ces hommages initiaux n'ont pas empêché les héritiers de ces seigneuries d'en changer au cours du temps.

## Rôle
Ces quatre barons siégeaient à la tête de la noblesse lors des assemblées de la province. Ils avaient le privilège d'être assis sur des fauteuils alors que les députés du même ordre se tenaient sur des bancs sans distinction de rangs ou de charges. Cette règle a perduré jusqu'en 1628 et la suppression des états en Dauphiné. Ils avaient aussi le droit de porter leurs épées lors des séances au parlement et ils précédaient les autres dignités, comme cela pouvait se voir en Languedoc, Bourgogne ou Béarn.
L'assemblée des États du Dauphiné s'est d'abord tenue à Romans puis à Grenoble. Les évêques et les abbés représentaient tout le clergé, les consuls des dix principales villes du Dauphiné, le Tiers-État et les quatre barons, la noblesse, dont les armes étaient représentées dans la salle des États. Les villes qui pouvaient présenter un député étaient : Grenoble, Vienne, Embrun, Valence, Gap, Saint-Paul-Trois-Châteaux, Romans, Montélimar, Saint-Marcellin et Briançon.
D'après un plaidoyer de Claude Expilly, daté de 1636, la première assemblée qui vit se réunir les trois états eut lieu en 1393. Avant cette date, les Dauphins réunissaient quelques notables et ce devait être l'occasion pour les barons de faire valoir leurs droits et leurs demandes. Celui qui présidait les assemblées était l'évêque de Grenoble. À partir de 1553, les états ne se réunissaient que pour répondre aux demandes du "Roi Dauphin", et pour présenter leurs doléances et de fait les quatre barons perdirent de leur puissance.

## Héraldique

Armes des Clermont
Armes des Sassenage
Armes des Bressieux
Armes des Montauban
Armes des Artaud
Armes des Maubec
Armes des Bocsozel

## Conflits
Si ces barons siégeaient de pair lors de la tenue des États du Dauphiné, si leurs alliances étaient nombreuses il n'en reste pas moins que souvent ils étaient en conflit les uns envers les autres. Certains soutenaient les comtes de Savoie, d'autres les Dauphins. Que ce soit pour des questions d'héritage, (le Dauphin réclamait, au nom de sa mère Béatrice de Coligny, fille de Béatrice d'Albon, Dauphine du Viennois, toute la Savoie)  ou parce que l'abbé d'Ambronay, soutien du comte de Savoie, avait été assassiné par des moines nés en Dauphiné, tous les prétextes étaient de bonnes raisons de se faire la guerre Dans ce contexte de guerre, les seigneurs de la région et en premier lieu les premiers barons devaient choisir leur camp.
En 1280, la Dauphine Anne envoya des lettres aux principaux seigneurs afin qu'ils reconnaissent son fils Jean comme héritier de sa souveraineté. Parmi les seigneurs se trouvent les Clermont, Bressieux, Sassenage, Montmaur.
En 1290 le Dauphin engage Aymon de Bocsozel à tenir en fief sa terre de Maubec. Il accepta mais précisa dans l'acte qu'il se réservait le droit de pouvoir faire hommage de ses terres à un autre seigneur, et que celles déjà inféodées au comte de Savoie le resteraient. Son fils Humbert dut reprendre le château de Maubec avec l'aide du comte de Savoie. Il ne s'agit pas ici d'une simple histoire de château. Celui-ci se trouvait dans la mouvance et du Dauphin et du comte de Savoie. Ce dernier estimait de son côté, qu'à travers ce château le Dauphin était son vassal.
En 1291, Aymard VII de Bressieux et Aynard de Clermont sont en guerre. Ce dernier pour faire face à son adversaire prête hommage au comte de Savoie à la condition qu'il lui accorde assistance contre le Dauphin et le seigneur de Bressieux. Le même Aymard VII, en 1317 se soumet au comte de Savoie. Quelques années plus tard, les descendants de ce Bressieux et de Clermont, Hugues et Geoffroy interviennent ensemble pour mettre fin au pillage d'Humbert de Paladru des terres de Lemps.
En 1297, les Sassenage durent reconnaître tenir leurs terres du Dauphin. Cet acte fut confirmé en 1307. Étaient signataires du même, les Chaste (de la Maison de Clermont), les Rossillon, les Clermont, etc.
En 1317, Geoffroy de Clermont déclare tenir ses terres de Virieu, Paladru et d'autres du Dauphin Jean et s'engage à ne jamais employer de vassaux contre les ennemis du Dauphin, les comtes de Savoie.
Ces quelques exemples, qui méritent d'être complétés montrent la complexité des rapports entre les quatre premiers barons du Dauphiné, les Dauphins et les comtes de Savoie. Tout l'enjeu est géographique et stratégique. Les Dauphins et les Savoie se partagent le même territoire et c'est donc celui qui en contrôlera le plus qui pourra assurer sa supériorité.